# Urho Kekkonen
Urho Kaleva Kekkonen, finski pravnik, policist, novinar, atlet in politik, * 3. september 1900, Pielavesi, † 31. avgust 1986, Tamminiemi.
Kekkonen je bil minister za notranje zadeve Finske (1936–1937), minister za pravosodje Finske (1937–1939 in 1945–1948), predsednik parlamenta Finske (1948–1950), predsednik vlade Finske (1950–1953 in 1954–1956) in predsednik Finske (1956–1981).
Med drugim je leta 1924 postal tudi državni prvak Finske v skoku v višino (1,85 m).